# 자이먼 운수
자이먼 운수(영어: Djimon Hounsou, 1964년 4월 24일 ~ )는 베냉계 미국인 배우이자 모델이다. 아카데미상 후보에 두 번 올랐다.

## 어린 시절
자이먼 운수는 알베르틴 운수와 요리사인 피에르 운수의 아들로 베냉의 코토누에서 태어났다. 프랑스어 본명은 지몽 가스통 운수(프랑스어: Djimon Gaston Hounsou)이다. 13살 때 형 에드몽과 함께 파리로 이주했으며 1990년에 미국으로 건너왔다. 그는 학사 학위 취득을 1년 남겨놓고 학교를 떠났다.

## 경력
1989년 《Janet Jackson's Rhythm Nation 1814》 앨범에 실렸던 곡인 재닛 잭슨의 Love Will Never Do (Without You) 뮤직 비디오에서 안토니오 사바토 주니어와 공동 주역을 했다.
영화 데뷔는 1990년 샌드라 버나드의 영화 《Without You I'm Nothing》이었다. 텔레비전 드라마 《베벌리힐스 아이들》과 《ER》에 나왔으며 《앨리어스》에서 단발성 출연을 했지만 SF 영화 《스타게이트》(1994)에서 더 큰 역할을 경험했다.
1997년 스티븐 스필버그가 연출한 영화 《아미스타드》에서 조제프 싱케 역을 맡아 골든 글로브상 후보에 올랐다. 2000년에는 영화 《글래디에이터》에서 주바 역으로 그 이상의 인지도를 얻었다.
2002년 피터 린드버그가 감독한 갭 광고에서 주역을 맡으면서 어레스티드 디벨럽먼트의 바바 오제가 연주한 존 리 후커의 Boom Boom에 맞춰 춤을 추었다.
2004년 《천사의 아이들》로 아카데미 남우조연상 후보에 올랐는데, 이는 아프리카인으로서 최초였다. 같은 해 남아프리카의 여배우 샬리즈 세런이 《몬스터》로 아카데미상 후보가 되었는데, 두 아프리카인 연기자들이 같은 해에 후보가 된 것은 처음이었다. 2006년 그는 《블러드 다이아몬드》에서의 연기로 전미 비평가 위원회 남우조연상을 수상했다.
2007년 2월 24일, 운수가 캘빈 클라인의 새 모델이 될 것이라고 발표되었다. 2007년 가을 시작과 함께 시작한 새로운 캘빈 클라인 스틸 제품 라인의 진수와 함께 전세계 광고 캠페인에서 대서특필 되었다.
2008년 11월, 운수는 애니메이션 시리즈 블랙 팬서에서 블랙 팬서의 목소리를 제공하게 될 것이라고 발표되었다. 또한, 데이비드 재피는 히트한 비디오 게임 《갓 오브 워》에 기반한 영화에서 영웅이자 주요 캐릭터인 크레토스를 운수가 맡는 것에 흥미를 표했다.

## 출연작 목록

### 영화
| 연도 | 제목                                | 원제                                         | 배역                   | 비고       |
| ---- | ----------------------------------- | -------------------------------------------- | ---------------------- | ---------- |
| 1994 | 스타게이트                          | Stargate                                     | 호루스                 |            |
| 1997 | 아미스타드                          | Amistad                                      | 조제프 싱케            |            |
| 1998 | 딥 라이징                           | Deep Rising                                  | 비보                   |            |
| 2000 | 글래디에이터                        | Gladiator                                    | 유바                   |            |
| 2002 | 블리트                              | Le Boulet                                    | 경찰 유세프            |            |
| 2002 | 포 페더스                           | The Four Feathers                            | 구스타브               |            |
| 2003 | 천사의 아이들                       | In America                                   | 마테오                 |            |
| 2003 | 바이커 보이즈                       | Biker Boyz                                   | 마더랜드               |            |
| 2003 | 툼 레이더 2: 판도라의 상자          | Lara Croft: Tomb Raider – The Cradle of Life | 코사                   |            |
| 2004 | 블루베리                            | Blueberry: L'expérience secrète              | 우드헤드               |            |
| 2005 | 콘스탄틴                            | Constantine                                  | 파파 미드나이트        |            |
| 2005 | 뷰티 샵                             | Beauty Shop                                  | 조                     |            |
| 2005 | 아일랜드                            | The Island                                   | 앨버트 로랑            |            |
| 2006 | 블러드 다이아몬드                   | Blood Diamond                                | 솔로몬 밴디            |            |
| 2006 | 에라곤                              | Eragon                                       | 아지하드               |            |
| 2008 | 겟 썸                               | Never Back Down                              | 장 로카                |            |
| 2009 | 푸시                                | Push                                         | 헨리 카버              |            |
| 2010 | 더 템피스트                         | The Tempest                                  | 캘리밴                 |            |
| 2011 | 엘리펀트 화이트                     | Elephant White                               | 커티 처치              |            |
| 2011 | 스페셜 포스                         | Forces spéciales                             | 코바                   |            |
| 2013 | 웨딩 플라이트                       | Baggage Claim                                | 퀸턴 제이미슨          |            |
| 2014 | 드래곤 길들이기 2                   | How to Train Your Dragon 2                   | 드라고 블러드비스트    | 목소리     |
| 2014 | 가디언즈 오브 갤럭시                | Guardians of the Galaxy                      | 코라스                 |            |
| 2014 | 7번째 아들                          | Seventh Son                                  | 라두                   |            |
| 2015 | 분노의 질주: 더 세븐                | Furious 7                                    | 모세 자칸다            |            |
| 2015 | 바티칸 사제들                       | The Vatican Tapes                            | 비카 이마니            |            |
| 2015 | 얼어붙은 문명                       | Air                                          | 카트라이트             |            |
| 2016 | 레전드 오브 타잔                    | The Legend of Tarzan                         | 음봉가 부족장          |            |
| 2017 | 킹 아서: 제왕의 검                  | King Arthur: Legend of the Sword             | 베디비어               |            |
| 2017 | 아이 엠 히스 레저                   | I Am Heath Ledger                            | 본인                   | 다큐멘터리 |
| 2017 | 끝에서 시작되다                     | Same Kind of Different as Me                 | 덴버                   |            |
| 2018 | 아쿠아맨                            | Aquaman                                      | 피셔맨 왕              |            |
| 2019 | 세레니티                            | Serenity                                     | 듀크                   |            |
| 2019 | 캡틴 마블                           | Captain Marvel                               | 코라스                 |            |
| 2019 | 샤잠!                               | Shazam!                                      | 샤잠                   |            |
| 2019 | 미녀 삼총사 3                       | Charlie's Angels                             | 에드거 드상주 / 보즐리 |            |
| 2020 | 콰이어트 플레이스 2                 | A Quiet Place Part II                        | 섬 대표                |            |
| 2021 | 킹스맨: 퍼스트 에이전트             | The King's Man                               | 숄라 / 멀린            |            |
| 2022 | 블레이드 퍼피 워리어                | Paws of Fury: The Legend of Hank             | 스모                   | 애니메이션 |
| 2022 | 블랙 아담                           | Black Adam                                   | 샤잠                   |            |
| 2022 | 샤잠! 신들의 분노                   | Shazam! Fury of the Gods                     | 샤잠                   | 샤잠       |
| 2023 | REBEL MOON: 파트 1 불의 아이        | Rebel Moon Part One: A Child of Fire         | 타이터스 장군          |            |
| 2023 | 그란 투리스모                       | GRAN TURISMO: BASED ON A TRUE STORY          |                        |            |
| 2024 | Rebel Moon(레벨 문): 파트2 스카기버 | Rebel Moon Part Two: The Scargiver           | 타이터스 장군          |            |
| 2024 | 콰이어트 플레이스: 첫째 날          | A Quiet Place: Day One                       | 앙리                   |            |
| 2024 | 글래디에이터 2                      | Gladiator 2                                  | 유바                   |            |

### 텔레비전 드라마
| 연도    | 제목              | 원제                 | 배역            | 비고                              |
| ------- | ----------------- | -------------------- | --------------- | --------------------------------- |
| 1990    | 베벌리힐스 아이들 | Beverly Hills, 90210 | 도어맨          | "Class of Beverly Hills" 에피소드 |
| 2002-04 | 스푹스            | Spooks               | 대니 헌터       | 주연                              |
| 2009    | ER                | ER                   | 모발라게 이카보 | 6회분 출연                        |
| 2001    | 소울 푸드         | Soul Food            | 빅터 오누카     | "Games People Play" 에피소드      |
| 2003-04 | 앨리어스          | Alias                | 카자리 보마니   | 3회분 출연                        |
| 2016    | 웨이워드 파인즈   | Wayward Pines        | CJ 미첨         |                                   |
| 2019    | 장안12시진        | 長安十二時辰         | 갈로            |                                   |

### 텔레비전 애니메이션
| 연도 | 제목            | 원제                 | 배역                    | 비고                              |
| ---- | --------------- | -------------------- | ----------------------- | --------------------------------- |
| 2000 | 엘리의 야생탐험 | The Wild Thornberrys | 마을 사람               | "Luck Be an Aye-Aye" 에피소드     |
| 2010 | 블랙 팬서       | Black Panther        | 블랙 팬서 (목소리 출연) |                                   |
| 2018 | 드래곤 길들이기 | DreamWorks Dragons   | 드라고 블러드비스트     | "King of Dragons part 2" 에피소드 |
| 2021 | 왓 이프         | What If...?          | 코라스                  |                                   |